# Driver fiscal
Un driver fiscal este o componentă software care servește ca interfață de comunicație între aplicațiile de vânzare și gestiune (software de tip Point of Sale) și echipamentele fiscale hardware, precum casele de marcat și imprimantele fiscale. Rolul său esențial este de a traduce comenzile software într-un format pe care dispozitivul fiscal îl poate procesa, asigurând astfel automatizarea procesului de vânzare și conformitatea cu reglementările fiscale în vigoare.

## Definiție și scop
Driverul fiscal acționează ca un traducător între comenzile generate de sistemele software de gestiune (ex: adăugarea unui produs pe bon, aplicarea unui discount) și protocoalele de comunicare specifice ale echipamentelor fiscale. Scopul său principal este de a automatiza complet procesul de emitere a documentelor fiscale (bonuri, rapoarte), eliminând necesitatea operării manuale duble (o dată în software, a doua oară pe casa de marcat) și reducând astfel semnificativ riscul erorilor umane.

## Cadrul legal în România
Utilizarea aparatelor de marcat electronice fiscale este obligatorie în România pentru majoritatea operatorilor economici care efectuează livrări de bunuri cu amănuntul și prestări de servicii direct către populație, conform Ordonanței de Urgență a Guvernului nr. 28/1999. Această legislație a fost ulterior completată, în special prin Hotărârea de Guvern nr. 479/2003, care a detaliat normele metodologice de aplicare și a marcat tranziția către casele de marcat cu jurnal electronic.
Noile aparate de marcat necesită conectarea la sistemul informatic al ANAF pentru transmiterea periodică a datelor fiscale, un proces inclus în strategia de digitalizare a administrației fiscale. Driverele fiscale moderne joacă un rol critic în această conectivitate, facilitând generarea automată a fișierelor în format XML standardizat pentru raportarea către ANAF.

## Funcționalități principale

### Operații fiscale
Un driver fiscal permite software-ului de gestiune să comande direct executarea operațiunilor fiscale de bază:
- Emiterea de bonuri fiscale și facturi fiscale
- Generarea rapoartelor de gestiune (Raport X) și a rapoartelor de închidere zilnică (Raport Z)
- Înregistrarea operațiunilor de depunere (intrare) și retragere (ieșire) de numerar din sertarul casei de marcat
- Anularea tranzacțiilor nefinalizate și procesarea retururilor conform legislației[5]

### Conectivitate și comunicație
Driverele sunt proiectate pentru a asigura o compatibilitate largă:
- Suport pentru diverse interfețe de comunicație fizică: USB, RS-232, Ethernet (LAN)
- Compatibilitate cu majoritatea modelelor de case de marcat avizate în România (ex: DATECS, Daisy, Custom, Partner, Tremol)
- Integrare cu terminale POS bancare pentru procesarea automată a plăților cu cardul, în concordanță cu arhitectura sistemului național de plăți[6]

### Integrare software
Pentru a fi versatile, driverele oferă mai multe metode de integrare:
- Preluarea și procesarea de fișiere de comandă simple, în formate precum .inp sau .txt
- Interfețe de programare a aplicațiilor (API) pentru integrări avansate și control granular
- Servere web integrate care permit aplicațiilor online să trimită comenzi de tipărire prin request-uri HTTP

## Tipuri de drivere fiscale
În funcție de arhitectură și modelul de business, driverele fiscale se pot clasifica în:
- Drivere universale: Proiectate pentru a suporta multiple mărci și modele de case de marcat, oferind o interfață software unificată care simplifică dezvoltarea și mentenanța pentru dezvoltatorii de aplicații POS.
- Drivere specifice: Dezvoltate de producătorii de hardware fiscal pentru gamele proprii de produse. Acestea pot oferi funcționalități optimizate, dar sunt limitate la un singur brand.
- Drivere multi-dispozitiv: Permit gestionarea simultană a mai multor tipuri de periferice, precum casa de marcat, terminalul POS bancar și cititorul de coduri de bare, centralizând logica de business.

## Avantaje operaționale
Implementarea unui driver fiscal într-un punct de vânzare aduce beneficii cuantificabile:
- Automatizare: Elimină complet necesitatea introducerii manuale a datelor pe casa de marcat.
- Eficiență: Reduce semnificativ timpul de servire a clienților și timpul de închidere a zilei de lucru.
- Acuratețe: Minimizează erorile de preț și de calcul, asigurând concordanța între sistemul de gestiune și bonul fiscal.
- Conformitate: Garantează respectarea automată a cerințelor legale privind conținutul și formatul documentelor fiscale[7].
- Centralizare: Permite gestionarea centralizată a mai multor puncte de vânzare și case de marcat dintr-o singură interfață software.

## Evoluții tehnologice
Pe fondul digitalizării accelerate, driverele fiscale moderne încorporează tehnologii avansate. Unele soluții adoptă arhitecturi cloud pentru managementul centralizat al licențelor și actualizărilor. Totodată, se pune un accent sporit pe securitate, implementându-se standarde de criptare pentru protejarea datelor fiscale în tranzit și în repaus, în conformitate cu cerințele GDPR și cu legislația națională privind protecția datelor.